# Uniwersytet Chung-Ang
Uniwersytet Chung-Ang (hangul: 중앙대학교, znany także jako CAU) – uczelnia prywatna położona w Seulu, w Korei Południowej. Zwykle w rankingach znajdująca się w okolicach 500 najlepszych uniwersytetów na świecie. W 2010 uniwersytet miał 5 wydziałów i 10 szkół z 48 departamentami, uczęszczało do niego ok. 32 000 studentów.
Uczelnia powstała w 1918 roku jako przedszkole prowadzone przez kościół, które w 1922 roku przekształciło się w żeńską szkołę dla nauczycieli przedszkolnych. Szkoła uzyskała status uniwersytetu w 1953 roku.